# Museo archeologico di Odessa
Il Museo archeologico di Odessa (in ucraino Археологічний музей Одеса?) è un museo archeologico sito nella città di Odessa, in Ucraina. Fondato nel 1825, è uno dei più antichi del Paese e oggi ha sede in un edificio costruito nel 1883 su progetto dell'architetto polacco Feliks Gąsiorowski.

## Storia
Nel 1825 Ivan Blaramberg fondò il "Museo delle antichità della città di Odessa". Il suo sviluppo fu facilitato dalla Società Imperiale di Storia e Antichità di Odessa, che aveva i diritti per condurre scavi nell'area meridionale dell'Impero russo.
Dal 1997 il museo, oltre alla funzione espositiva, ha assunto anche quella di istituto per la ricerca scientifica sull'archeologia delle società primitive della regione del Mar Nero settentrionale e sull'archeologia del Medioevo.
L'11 maggio 2022, nel corso dei lavori per la costruzione di fortificazioni durante l'invasione russa dell'Ucraina, i militari della 126ª Brigata di difesa territoriale di Odessa hanno rinvenuto alcune antiche anfore risalenti al IV-V secolo a.C., le quali sono state consegnate al Museo archeologico.

## Collezioni
Il fondo principale del museo è costituito dalla più grande collezione di fonti sulla storia antica della costa settentrionale del Mar Nero, con oltre 170 000 fonti archeologiche sulla storia antica dell'Ucraina meridionale dall'età della pietra al Medioevo, 55 000 monete, l'unica collezione in Ucraina di monumenti dell'Antico Egitto e la più grande collezione di rarità antiche del Paese.
Nell'atrio principale dell'edificio, costruito nel 1883 per ospitare la biblioteca comunale, ospita i più pregevoli esempi di scultura antica. Nelle prime due sale sono esposti reperti che vanno dalle origini dell'uomo al secondo millennio a.C. Tra i reperti si trovano testimonianze di insediamenti e cimiteri delle culture di Humelnytsia, di Trypillia e di Coţofeni, tumuli funerari e tesori dell'età del bronzo, come il tesoro di Antonivsky.
In un'altra sala sono ospitati reperti realizzati con metalli preziosi, i più antichi dei quali risalgono all'inizio del secondo millennio a.C., ma anche decorazioni di cimiteri sciiti e sarmati, sepolture medievali di popolazioni nomadi e prodotti degli antichi artigiani slavi.
Della collezione di monete, che conta circa 55 000 pezzi, sono esposte al pubblico le più rare monete d'oro e d'argento coniate dagli antichi greci, romani, bizantini e dalla Rus' di Kiev.
La collezione egizia è la terza più grande dell'area dell'ex Unione Sovietica. È composta da sarcofagi in legno e pietra, utensili funerari, steli in pietra e frammenti di papiro con geroglifici.